# Investiční služba
Investiční služba je servis definovaný v České republice zákonem č. 256/2004 Sb., o podnikání na kapitálovém trhu. Investiční služby poskytuje obchodník s cennými papíry (právnická osoba) a částečně investiční zprostředkovatel či vázaný zástupce. Investiční služby se dělí na hlavní a doplňkové. Hlavní investiční služby jsou přijímání, předávání a provádění pokynů; obchodování s investičními nástroji (IN) na vlastní účet; obhospodařování majetku zákazníka; poradenství týkající se investičních nástrojů; provozování systému a upisování emisí. Doplňkové investiční služby jsou úschova a správa investičních nástrojů; poskytování úvěru/zápůjčky s cílem umožnění obchodu s IN; poskytování doporučení a analýz; devizové operace související s investiční službou; pronájem bezpečnostních schránek.
Obchodníkům s cennými papíry uděluje právo poskytovat investiční služby Česká národní banka. Investiční zprostředkovatelé a jejich zástupci jsou fyzické, nebo právnické osoby, které mohou pouze přijímat a předávat pokyny týkající se investičních nástrojů, a poskytovat zákazníkovy investiční poradenství. Registrují se u České národní banky, která vede jejich veřejný seznam.